# Pedro Brieger
Pedro Rubén Brieger (Buenos Aires, Argentina, 5 de noviembre de 1955) es un periodista y sociólogo argentino, especializado en política internacional. Fue titular de la cátedra de Sociología de Medio Oriente en la Universidad de Buenos Aires.
En 2024 una serie de denuncias por acoso sexual motivaron la interrupción de varias actividades laborales. Brieger dejó de salir al aire en el canal C5N,fue apartado de Radio La Red donde fue columnista durante 15 añosy en la UBA se inició un proceso de evaluación.En julio del mismo año se presentó en un informe un total de 19 denuncias por acoso.

## Carrera
Estudió sociología y Ciencias Políticas en la Universidad de Haifa, Israel. Colaboró en diferentes diarios porteños, como Clarín, El Cronista, La Nación, Página/12, Perfil y en las revistas Noticias, Somos, Le Monde diplomatique y Panorama. Condujo el programa Visión siete Internacional (2005-2016) y fue columnista de política internacional de “Visión siete” (2004-2016), noticiero de Canal 7. Tiene publicaciones en distintos medios gráficos y una extensa carrera en diferentes plataformas, incluido radio y televisión. En radio colaboró en los programas de Enrique Alejandro Mancini como columnista de noticias internacionales. Ganó dos veces el Martín Fierro como mejor programa periodístico con Visión 7 Internacional, y es el único periodista en un medio estatal en lograr ese reconocimiento.
En agosto de 2006 denunció que Canal 7, señal donde se transmite su programa, recibió presiones del embajador israelí, Rafael Eldad, por la cobertura que estaba brindando sobre el conflicto bélico de Medio Oriente. Aunque el diplomático negó rotundamente estas declaraciones, días después, algunos periodistas y ejecutivos del 7  refirieron detalles de una reunión que se había mantenido a alto nivel de la dirección del canal estatal a pedido del embajador Eldad, en la que éste había reclamado la separación del periodista y criticado la línea editorial del noticiero. La Unión de Trabajadores de Prensa de Buenos Aires emitió un comunicado donde expresaba su solidaridad con Brieger, considerando "inaceptables las expresiones del embajador Eldad".
El 1 de agosto de 2013 lanzó el portal informativo NODAL, al que definió como "un portal de noticias que marcará una agenda, no sobre la base de lo que marcan las agencias internacionales que tienen sus propios intereses al informar". En el año 2015, con la intención de ampliar el campo de la información difundida por NODAL, presentó los portales NodalCultura, NodalEconomía, NodalTEC y Nodal Universidad.  

### Despido de la TV Pública
Durante doce años se desempeñó en el noticiero central de la TV Pública argentina donde también condujo durante once años el programa semanal Visión 7 internacional. El trabajo en el noticiero y en Visión 7 Internacional le valió numerosos premios, entre ellos dos premios Martín Fierro, el más importante de la TV Argentina. En abril de 2016 las nuevas autoridades de la TV Pública decidieron que no estuviera más en su noticiero central y eliminaron el programa Visión 7 Internacional que conducía junto a los periodistas Telma Luzzani y Raúl Dellatorre durante más de doce años se desempeñó en la TV Pública.  El 1 de abril de 2016 Brieger estaba por comentar la crisis institucional en Brasil, se tomó algunos segundos para confirmar un rumor sobre su posible despido que el titular del sistema de medios estatal, Hernán Lombardi, había desmentido durante una entrevista. "Están circulando muchas versiones sobre mi situación en la Televisión Pública. Quiero decirles que las autoridades me plantearon que no quieren que yo siga en este noticiero", expresó Brieger.
El periodista denunció que fue víctima de la «persecución» de Hernán Lombardi. Tras su despido recibió apoyo del premio nobel de la Paz Adolfo Pérez Esquivel. A su vez, también fueron levantados sus programas de radio y su columna del noticiero.
Días después, el secretario de Medios de la Nación, Jorge Sigal, le respondió a Brieger en un comunicado asegurando que sí se le pidió a Brieger que desista de sus columnas en Télam, de su programa en Canal 7, Radio Nacional y Télam según Sigala. Finalmente tras un juicio concluido en 2019 desmintió las afirmaciones de Lombardi. Al mismo tiempo le sacaron del noticiero central de las 20 h, le levantaron la videocolumna semanal que hacía en Télam, y en radio Nacional, donde fue columnista durante 10 años y donde le asignaron un minuto por día para su columna.

## Denuncias por acoso sexual
En junio de 2024 unas 20 mujeres denunciaron a Brieger por supuesto acoso sexual.
Entre las denunciantes hay una exalumna de la carrera de Periodismo de la Facultad de Derecho y una secretaria de la Universidad de Belgrano,académicas, una vecina, alumnas y varias periodistas profesionales.
El primer caso conocido habría ocurrido en 1994, cuando Brieger acosó a una secretaria de la Universidad de Belgrano. En ese momento ella lo denunció ante el decano y el director de la carrera de periodismo, quienes le solicitaron la renuncia a Brieger para evitar el  escándalo.
Entre las víctimas del acoso, que incluía exhibicionismo y masturbación frente a las mujeres, figuran Agustina Kämpfer (conductora de TV y expareja de Amado Boudou), Cecilia Guardatti (corresponsal de Télam en España), Leticia Martínez (periodista), Marcela Perelman (directora del CELS),y Julia Kolodny (columnista de género en Radio 10), quien se vio forzada a renunciar a su trabajo por el acoso de Brieger y dijo:

Pudimos ponerle palabras después de muchos años silenciadas. Muchas hemos tratado de hablar en su momento en nuestros lugares de trabajo y no fuimos escuchadas de esta manera.

El 2 de julio de 2024, el grupo de mujeres Periodistas Argentinas presentó, en una conferencia de prensa en el Senado de la Nación Argentina, un informe con testimonios de 19 mujeres periodistas que denunciaban el acoso sexual que habían padecido por parte de Brieger.Luego se sumó Gisela Busaniche (periodista de Telefé Noticias). Muchas de las víctimas tuvieron que abandonar sus estudios o sus trabajos debido al acoso.
Brieger negó todas las acusaciones y aseguró que se trataba de una campaña en su contra.

Entiendo que tengan que desviar la información hacia cualquier barbaridad para tapar la inseguridad y la economía del gobierno. De persistir en la difamación, tendré que recurrir a un abogado para denunciar a las fuentes y reclamarles me indemnicen los perjuicios que me generen por difundir acusaciones falsas de semejante gravedad.

La Universidad de Buenos Aires activo su protocolo ante denuncias de abuso sexual y lo aparto de la clase de Sociología que el dictaba en esa universidad.

## Premios
- En febrero de 1989 recibió una mención especial en el concurso Casa de las Américas, por su libro: ¿Adónde va Nicaragua?.[36][37] En dicho libro trataba las violaciones a los derechos humanos durante el régimen de Somoza e investigaciones sobre la corrupción durante el gobierno de Violeta Chamorro.[38]
- En las entregas de los Premios Martín Fierro de 1992, el programa "La Oreja de la Tarde" por Radio Rivadavia, ganó un premio como mejor programa de radio, del cual él participaba como columnista.[39][40]
- Fue ternado a los Premios Martín Fierro en 1997, por su programa de cable "Historia contemporánea de Medio Oriente" -producido y dirigido por él-[41] como mejor programa educativo.[42][37]
- En el 2003 ganó el premio que otorga ATCV (Asociación Argentina de Televisión por Cable), en la sección de "mejor programa periodístico de cable" -por el canal América 24- llamado "El Destape", donde participaba como columnista.[37][43]
- En 2007 y 2008 fue ternado a los Premios Martín Fierro, como mejor tarea periodística en TV por cable.[37]
- En 2008 recibió una distinción “Hrant Dink” al periodismo argentino, por el Consejo Nacional Armenio de Sudamérica.[37][44][45]
- Durante 2008 siendo columnista de "Marca de Radio" por Radio La Red, conducido por Eduardo Aliverti, gana en los Premios Martín Fierro como mejor programa periodístico semanal.[46][37]
- En 2009 ganó los Premios Martín Fierro como mejor programa periodístico de televisión, en la edición del programa Visión Siete internacional, durante el año 2008.[37]
- En agosto de 2009 ganó en las entregas de los Premios Martín Fierro como mejor labor periodística masculina en televisión, durante el año 2008.[47]
- Durante 2009 siendo columnista de "Marca de Radio" por Radio La Red, conducido por Eduardo Aliverti, gana en los Premios Martín Fierro como mejor programa periodístico semanal.[46][37]
- En mayo de 2010 recibió nuevamente, en los Premios Martín Fierro, el premio en idéntico rubro.[48]
- En noviembre de 2012 ganó el Premio Éter al mejor columnista de radio AM.[49]
- En 2017 fue distinguido con el “Premio Cine Fértil a la Diversidad Cultural” en reconocimiento a su valioso aporte al diálogo intercultural.  El trabajo diario de Pedro Brieger expresa valores que promueven la diversidad cultural, fomentan el diálogo intercultural y fortalece los vínculos entre las culturas en pos de favorecer el desarrollo de los pueblos.[50]

## Obras
- A dónde va Nicaragua? (1ª edición). Dialéctica. 1989. ISBN 978-950-9852-19-8.
- Medio Oriente y la guerra del golfo (1ª edición). Letra Buena. 1991. ISBN 978-950-777-008-1.
- Los últimos días de la URSS (1ª edición). Letra Buena. 1991. ISBN 978-950-777-016-6.
- Guerra santa o lucha política? (1ª edición). Biblos. 1996. ISBN 978-950-786-124-6.
- Mundo global ¿guerra global? - Los dilemas de la globalización (1ª edición). Continente. 2002. ISBN 978-950-754-096-7.
- De la década perdida a la década del mito neoliberal. En La Globalización económico-financiera. Su impacto en América Latina (2002)
- Les assemblées des voisins, une expérience inédite dans la politique”. En Argentine, enjeux et racines d'une société en crise". (París, 2003)
- Qué es Al Qaeda? (1ª edición). Capital Intelectual. 2006. ISBN 978-987-1181-47-6.
- El conflicto palestino-israelí. 100 preguntas y respuestas (1ª edición). Capital Intelectual. 2010. ISBN 978-987-614-219-9.
- La Encrucijada Española: del 15-M a la disputa por el poder (1ª edición). Capital Intelectual. 2015. ISBN 978-987-614-493-3.
- Neofascismo (1ª edición). Capital Intelectual. 2017. ISBN 978-987-614-533-6. (obra colectiva)